# Garnay
Garnay – miejscowość i gmina we Francji, w Regionie Centralnym, w departamencie Eure-et-Loir.
Według danych na rok 1990 gminę zamieszkiwało 1059 osób, a gęstość zaludnienia wynosiła 75 osób/km² (wśród 1842 gmin Regionu Centralnego Garnay plasuje się na 370. miejscu pod względem liczby ludności, natomiast pod względem powierzchni na miejscu 929.).